# Olivo della Strega
L’olivo della Strega è una pianta monumentale situata presso Magliano in Toscana, in un uliveto adiacente alla chiesa romanica della SS. Annunziata; questa in origine era un piccolo oratorio della prima metà del 1300, cronologia desumibile dal fatto che già nel 1350 vi risiedevano, anche se non in pianta stabile i Padri Serviti.

## Descrizione
L'albero è considerato uno dei più vecchi d'Italia, forse d'Europa, dato che la sua età viene stimata intorno ai 3000-3500 anni, infatti adottando il metodo del carbonio attivo, gli esperti hanno assegnato alla pianta il primato di longevità per la Toscana; tale cronologia collocherebbe questo esemplare in un periodo storico anteriore a quello degli olivi dell'orto di Getsemani.
La pianta è composta da due individui, uno, il vecchio albero, con età intorno ai 3000-3500 anni, databile quindi intorno al 1000 a.C., ormai morto, che ha formato la gigantesca e particolare base su cui è nato il nuovo pollone, diventato albero, che sembra avere almeno due secoli di vita e che, comunque, è il prolungamento dell'antico albero. Del vecchio olivo non rimane che un tronco rugoso e contorto, ma ancora vegeto con un pollone in frutto. La pianta è ormai un monumento ed è stata fatta una recinzione che ne garantisce una certa protezione per evitare che le persone, eventuali collezionisti di oggetti legati ai luoghi visitati, possano asportare frammenti del tronco o dei rami come ricordo o quantomeno danneggiarla.
Nel 2007 il TCI lo ha annoverato fra gli alberi monumentali della Toscana, in virtù della legge n.60 del 1998 della Regione Toscana che definisce alberi monumentali di alto pregio artistico e storico tutti gli alberi isolati o facenti parte di formazioni boschive che possono essere considerati rari esempi di maestosità e longevità o gli alberi che hanno un preciso riferimento ad eventi o memorie rilevanti dal punto di vista storico, culturale o di tradizioni locali.
È stato istituito anche un premio a nome dell'olivo della Strega per i migliori olii extra vergine della zona.
La pianta appartiene al tipo Olea europea, presenta un enorme tronco, con circonferenza alla base di 8,50 metri, non è molto sviluppata in altezza, tanto che non arriva a 10 metri, misura non molto rilevante se pensiamo che ci sono olivi che giungono fino a 20 metri di altezza. L'Olivone di Semproniano per citare un esempio, era una pianta secolare con dimensioni da primato: 29 metri di altezza e circonferenza alla base di 12 metri, ma la notte del 10 maggio 1998 fu incendiato da alcuni vandali e quasi completamente distrutto; le autorità territoriali hanno poi promosso azioni diverse per il recupero e per la definitiva tutela della pianta.
La parte viva dell'olivo della Strega si trova rivolta a sud, infatti, osservando il groviglio del legno contorto della vecchia pianta
si nota che nel corso dei secoli le parti più antiche sono morte e sono state sostituite da altre più giovani, vista la capacità dell'olivo di rigenerarsi dalla ceppa, così risulta quasi che abbia subito uno spostamento verso sud, lasciando a nord le parti morte del tronco. Si può rilevare come l'olivo si sia spostato nel corso del tempo lungo l'asse nord-sud, muovendosi lentamente verso sud, forse cercando una migliore esposizione, con un movimento talmente lento da risultare impercettibile ai nostri sensi.
La pianta è elencata fra le 79 Cultivar individuate in Toscana, intendendo con questo che il tipo genetico mantiene un'identità strettamente associata al territorio su cui insiste; infatti, utilizzando da secoli l'innesto sull'olivastro o su semenziali nati spontaneamente o mettendo a dimora piante ottenute dagli ovoli della ceppaia, è stato creato un grande patrimonio genetico costituito da un numero imprecisato di ecotipi, cioè tipi genetici, strettamente associati ad un'area geografica, e questo è il caso dell'Olivo della Strega. Caratteristiche dell'albero sono la vigoria, il portamento, la chioma ed i frutti che sono di un colore rosso vinoso, di forma allungata e dimensione media, la foglia adulta ha forma ellittica; la produttività non è mai stata eccezionale e l'olio che si ottiene si distingue dalla variabilità media toscana principalmente per l'acido palmetico molto elevato (16%), l'oleico abbastanza basso (66%) e linoleico intorno all'11% (7).
Lo stato attuale di pieno deperimento è confermato dalle analisi al C 14, che, oltre a collocare a 290 anni l'età del nuovo albero, indicano come rimanga circa 1/3 della struttura originale, in corso di estinzione, il cui avanzamento prevede un arco di circa 90 anni per la scomparsa (G. Bongi, progetto EVO).
L'olivo, al tempo degli Etruschi e nel Medioevo, si trovava in un bosco rigoglioso che col disboscamento, avvenuto nei secoli successivi, ha visto la messa a dimora di nuove piante fino a formare l'uliveto che oggi presenta anche olivi relativamente giovani intercalati ad altri più vecchi. Vista la storia della chiesa della SS. Annunziata con i Padri Serviti e la presenza nelle immediate vicinanze di altri 5 olivi portainnesti selvatici si può pensare che l'uliveto sia in parte da riferirsi all'insediamento dell'oratorio, tenendo conto anche dell'incertezza dell'accrescimento marginale delle piante che può variare fra 1.4 e 2.3 millimetri all'anno (8).
Le notizie storiche relative a questo olivo risalgono solo agli inizi del 1800, cioè, quando fra il 1795 ed il 1806 Giorgio Santi fece i suoi “viaggi” attraverso le province di Siena e Grosseto (9). Appena giunse a Magliano scriveva: «Qua presso un soppresso convento foraneo dei Serviti ci fu mostrato un preteso olivo miracoloso, che per convertire un giocatore disperato e bestemmiatore fece baccelli.  Ma l'olivo miracoloso, già utilissimo a quello stabilimento è un'Anagride, che come tutte le Anagridi fa a suo tempo fiori e silique e in quelle vicinanze varie altre pur ve ne sono da disingannare i troppo creduli diminuiti assai di numero dopo la soppressione del convento. Un olivo bensì noi viddemmo poco lungi di là non miracoloso, ma certamente maraviglioso per la sua rara grossezza. Egli è vecchissimo ed il suo pedone da me misurato vicino a terra era piedi 30, lo che lo rende, io credo, il gigante degli olivi» (10).
Nel 1839 Emanuele Repetti parlava della zona di Magliano e dintorni descrivendo la geografia del luogo, dove fra le altre notizie rilevava che nel 1833 la popolazione di Magliano era di 328 anime, fra famiglie ed ecclesiastici di ambo i sessi, diceva: «Prova solenne della feracità del suolo di questa comunità ne sia per tutti l'olivo gigante. Ma quel maraviglioso olivo, di domestico che fu, era inselvatichito alla pari di tutti gli altri olivi per il progressivo abbandono di coltura e per deficienza di abitatori cacciati dalle malefiche esalazioni che in estate i venti meridionali attingono dal putrido palustre seno di Talamone” ed ancora “…segnalato dal Santi
talché il suo pedale fu misurato della circonferenza di 30 piedi!!!»
(11).
Nella primavera del 1844 George Dennis (12), nel corso dei suoi “vagabondaggi” attraverso la Maremma, capitò a Magliano durante uno spostamento da Orbetello a Saturnia, alla ricerca di un convincente sito di Vetulonia etrusca. “Magliano è un villaggio senza locanda, di trecento anime, ai piedi di un castello medievale in pittoresca rovina”, scriveva l'autore, per cui fu costretto a stabilirsi in un convento del villaggio dove erano alcuni monaci “la cui barba superava per candore la tovaglia del refettorio”, di sicuro i Camaldolesi, in quel tempo proprietari del terreno e dell'uliveto circostante. Qui incontrò l'ingegnere Tommaso Pasquinelli che, oltre ad essere un esperto conoscitore della zona, proprio in quel periodo stava progettando la strada da Magliano alle saline della foce dell'Albegna. Il Dennis, fra tutte le altre cose e rovine che aveva visto, rimase colpito dalla grandezza dell'olivo e parlava delle enormi dimensioni del tronco che aveva una circonferenza di 10 metri ed un diametro di 2.60 metri.
Luigi Mazzoni nel suo libro “Un viaggiatore Toscano dei primi dell'800” (13) scriveva che Gaetano Mazzoni  “partì da Orbetello per Magliano, dove era già stato nel 1812, attraversò l'Albegna dove i Vivarelli avevano costruito un molino ed altre lavorazioni, trovò in
generale molto migliorati i luoghi, molti disboscamenti e molte coltivazioni. Giunse verso le 8.30. Anche a Magliano trovò vecchie conoscenze e particolarmente un tal Vincenzo Valli il quale lo riempì di cortesie, e fornitolo di cavalli lo portò in giro per la regione della quale era sindaco. Rivide un colossale ulivo che aveva 17 braccia (14) al tronco ben vegeto come in genere tutti gli olivi della regione”.
Queste sono le testimonianze più antiche attendibili, oggettive e frutto di osservazioni raccolte direttamente dagli autori durante visite, anche avventurose, sul posto; non ci sono fonti precedenti, nonostante l'olivo sia ritenuto vecchio di 3000-3500 anni. La cosa che risulta subito evidente nella lettura di queste vecchie pagine è che l'olivo in questione è definito “colossale”, “gigante”, “maraviglioso” e non si fa mai riferimento al nome di Olivo della Strega, segno che forse tale definizione è un retaggio popolare o quanto meno nato in un secondo tempo nelle tradizioni che raccontano le credenze o il costume di una comunità, leggende verosimili che vivono una loro vita segreta e strana ai margini della storia e della tradizione.
Nel 1911 Nicolosi, nel 1967 Mazzolai, noto storico della Maremma, ed anche altri occasionali autori parlano dell'olivo in modo non troppo corretto, forniscono le dimensioni (Mazzolai parla di un diametro di circa 2.60 metri) spesso senza averlo visto e confondendolo con “l'albero miracoloso che aveva fatto i fagioli”, che per altro fu abbattuto nel 1930, e parlando poi delle leggende sorte intorno alla pianta offrono anche versioni distorte della storia stessa.
Durante il corso del 1900 la mole dell'olivo era tale che un lunedì di Pasqua, dopo la fine della seconda guerra mondiale, ospitò fra i suoi rami tutto il corpo della banda filarmonica del paese, composto da 40 orchestrali, con relativi ottoni ed il maestro; questi stavano
sui rami, nascosti fra le foglie e suonarono i loro strumenti davanti agli abitanti del paese in una suggestione tale che la musica usciva come se fosse nata e suonata dall'olivo stesso.
Dopo la guerra tornarono le feste degli abitanti di Magliano intorno all'olivo e da novembre si raccoglievano le olive, fino a quando fu colpito da un fulmine ed i Maglianesi raccontano che furono portati via quintali di legna da ardere.
Oggi l'olivo è privo di buona parte dei rami, ma ancora in vita.
La magia in Maremma ha radici nelle antichità pagane: streghe, folletti e spiriti maligni, anime incantate a guardia di antichi tesori; anche il Diavolo era una presenza comune e molti affermavano di averlo visto, travestito da gran signore, da somaro,  perfino da prete.
Il nome olivo della Strega è dovuto ad alcune figure o raffigurazioni che si potevano intuire più che vedere, particolarmente in certe ore del giorno, come verso il tramonto, quando le ombre cominciano a creare suggestioni, sul tronco o sui rami rugosi, contorti, scolpiti dal vento e dagli agenti atmosferici. Fino agli anni '40 del 1900 si potevano distinguere in alto, su un ramo centrale, la faccia di un uomo o di una vecchia e sul tronco la figura forse di un grosso gatto in atto di arrampicarsi ed accanto alla testa dello stesso il profilo di una donna con i capelli lunghi. Queste immagini oggi non si vedono più, ma esistono delle foto che le ritraggono e ne confermano la presenza.
Secondo antiche leggende tramandate dalla tradizione orale popolare e non da fonti scritte, intorno all'albero si consumavano riti pagani e, dopo l'invocazione dei sacerdoti, l'olivo si contorgeva in modo incredibile assumendo forme inquietanti tanto che la cosa era considerata una specie di stregoneria ed anche per questo era chiamato Olivo della Strega. Durante il periodo etrusco si racconta che intorno a questo albero e sotto le sue fronde gli Auguri ed Aruspici officiavano i loro riti per interrogare e svelare il futuro. Tanto per fare un riferimento sulla sacralità dei luoghi, dobbiamo ricordare che proprio nella zona di Magliano, a S. Maria in Borraccia, è stato ritrovato, nel 1883, il “disco di Heba”, (15) su cui sono incise circa 70 parole in lingua etrusca che si riferiscono a formule dedicatorie e rituali per sacrifici alle divinità  celesti ed infere: Tin (Giove), Maris (Marte), Canthas e Calu (dio della morte, il cui animale corrispondente era il lupo), specificando le offerte da fare, il tempo ed il luogo.
La tradizione ricorda che agli albori del Cristianesimo, intorno alla pianta venivano celebrate feste campestri in onore delle divinità agresti ancora venerate dai pagani.
Si narra che durante il Medioevo le streghe di Maremma si ritrovavano ai piedi del nostro olivo per esaltare il diavolo con i loro sabba, ma la leggenda più diffusa narra di una strega che ogni venerdì, durante i suoi riti sabbatici, danzava intorno all'olivo, costringendo così la pianta a contorcersi fino ad assumere le forme attuali. Si noti come alla base di una spiegazione che trascende la razionalità sull'aspetto contorto del tronco dell'olivo ci sia sempre un agente esterno o una motivazione che spinga l'albero ad assumere il caratteristico aspetto. Al termine del rito la strega si trasformava in un enorme gatto dagli occhi di fuoco e rimaneva a vegliare l'albero tutta la notte. Altre versioni della storia narrano che l'olivo giungeva a raddoppiare le sue dimensioni.
Si racconta anche che una strega, per proteggere l'olivo, una volta lanciò delle olive, dure come sassi, contro un ragazzo che aveva scagliato una pietra contro un pettirosso nascosto fra i rami della pianta.